# Sjeverna Dobrudža
Sjeverna Dobrudža (rum. Dobrogea, bug. Северна Добруджа, Severna Dobrudzha) je dio Dobrudže unutar granica Rumunjske. Nalazi se između donjeg Dunava i Crnoga mora, dok je na jugu bugarska granica odnosno južna Dobrudža.
Područje sjeverne Dobrudže podjeljeno je između dvaju rumunjskih županija Constanţa i Tulcea s ukupnom površinom od 15.500 km², a trenutačno ima nešto više od milijun stanovnika.
Na rumunjskom grbu ovu regiju predstavljaju dva dupina.